# Утагава Ёсикадзу

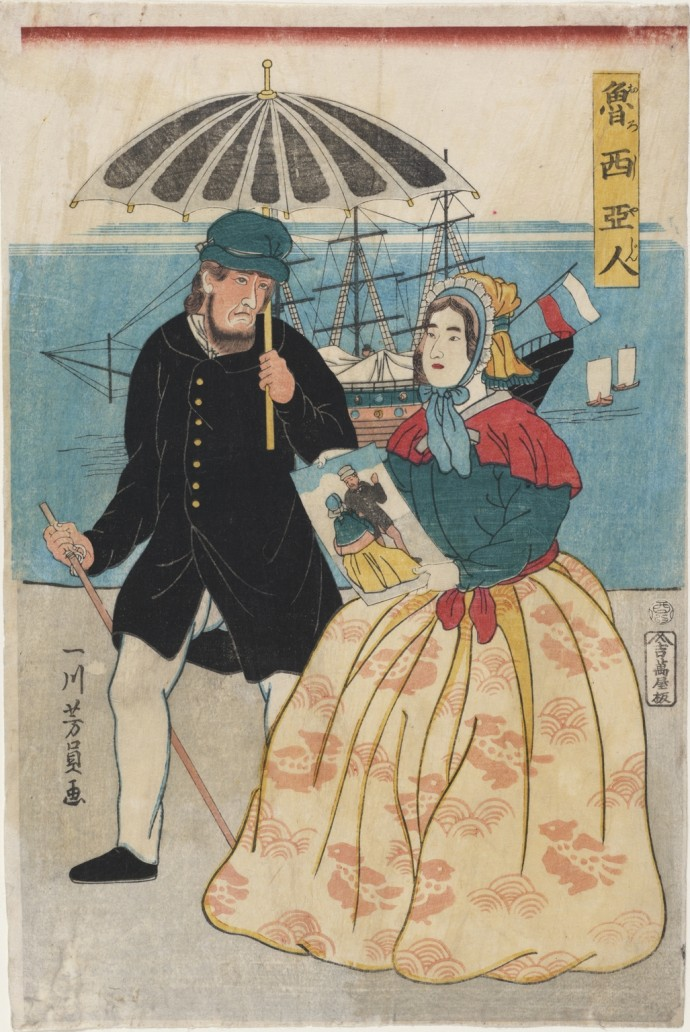
Утагава Ёсикадзу. Портрет четы русских. 1861.

Утагава Ёсикадзу (яп. 歌川芳員, годы творчества 1848—1871) — японский художник, мастер укиё-э, представитель школы Утагава.

## Биография и творчество
Настоящее имя и годы жизни Утагавы Ёсикадзу неизвестны. Он также работал под различными псевдонимами: Исидзай, Исидзюсай, Иссэн, Иссэнсай. Его наставником был Утагава Куниёси.
Темами гравюр Ёсикадзу были легендарные самураи, мифологические сцены и сцены из средневековых хроник, важные военные сражения в Японии. Он был ведущих художником среди работавших в жанре йокогама-э. Он создавал портреты и бытовые сцены с участием представителей 5 иностранных наций: американцев, русских, французов, англичан и китайцев. Помимо этого он копировал с иностранных картин или журналов изображения далёких для Японии стран и городов.

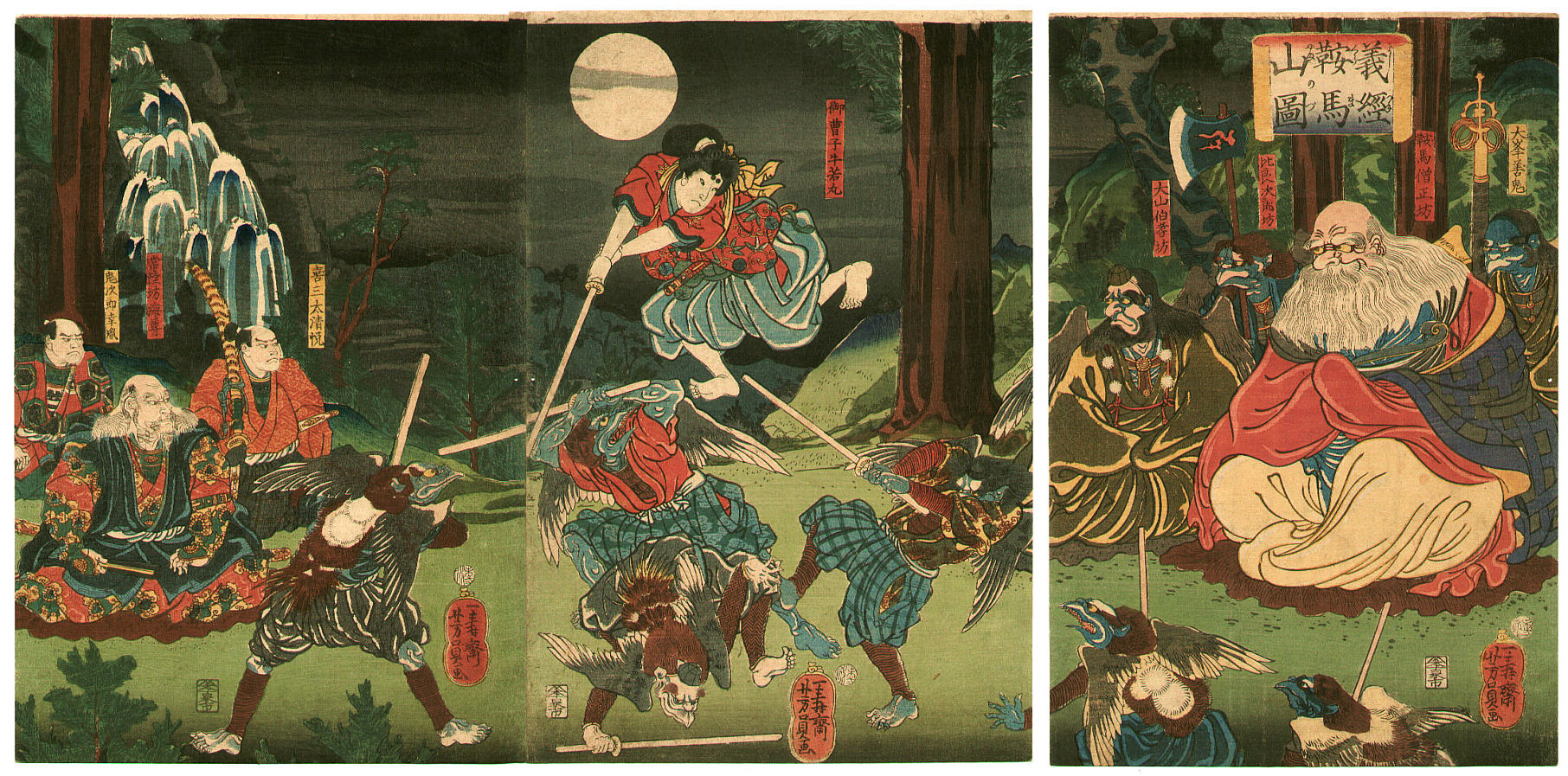
Сказание о Ёсицунэ. Триптих. 1859.
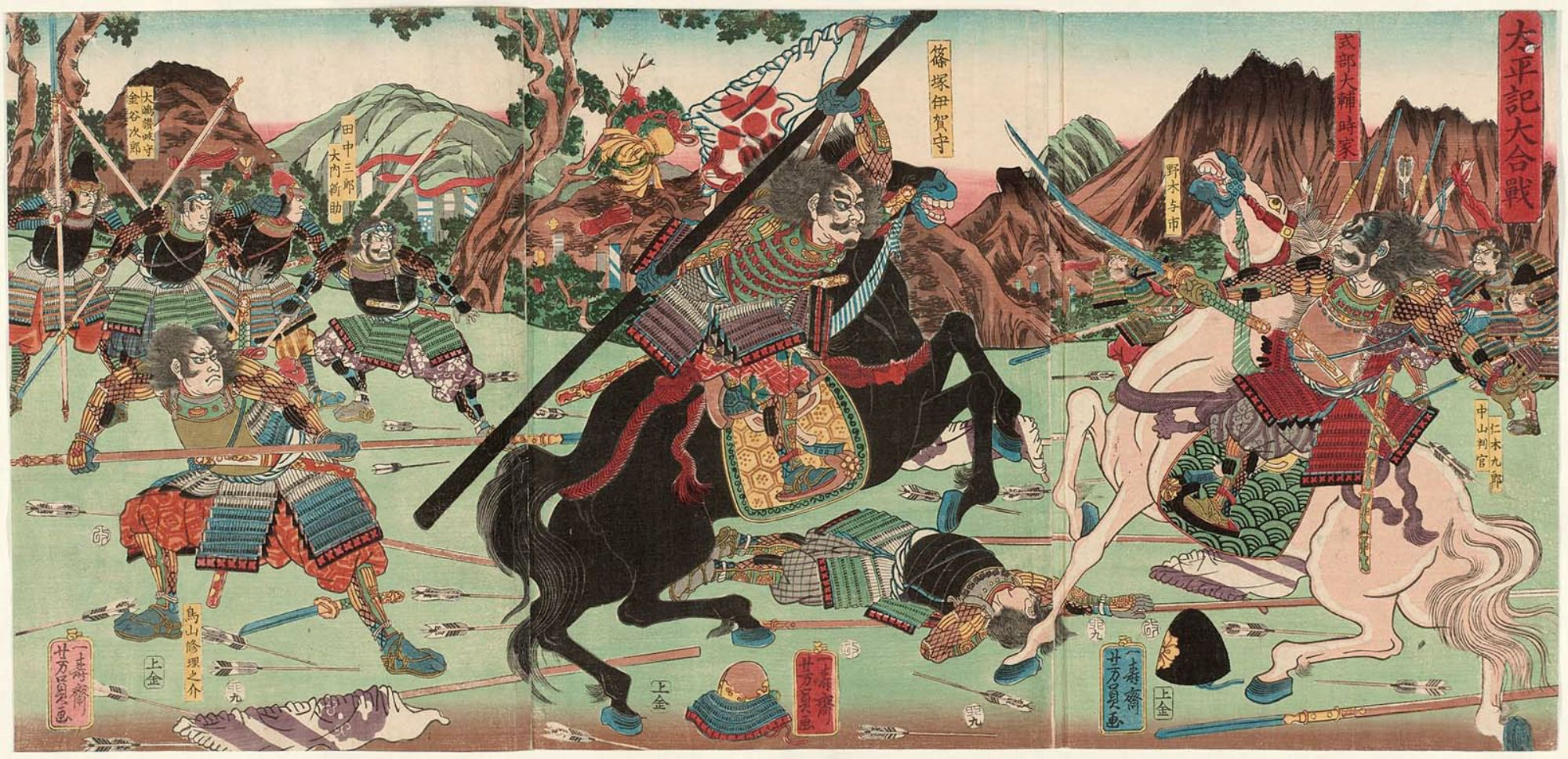
Великая битва («Тайхэйки»). Триптих. 1855.